# Aname fuscocincta
Aname fuscocincta är en spindelart som beskrevs av William Joseph Rainbow och Robert Henry Pulleine 1918. Aname fuscocincta ingår i släktet Aname och familjen Nemesiidae.
Artens utbredningsområde är Western Australia. Inga underarter finns listade i Catalogue of Life.